# Confrontos de Entumbane em 1980
Os confrontos de Entumbane em 1980, também conhecidos como Entumbane I, ocorreram em Bulawayo, no Zimbábue, entre 9 e 10 de novembro de 1980, em meio a tensões políticas nos meses imediatamente após a independência do Zimbábue. 
Os combates estouraram no subúrbio ocidental da cidade, em Entumbane, entre grupos de guerrilheiros do Exército Africano de Libertação Nacional do Zimbábue (Zimbabwe African National Liberation Army, ZANLA) e outros do Exército Revolucionário do Povo do Zimbábue (Zimbabwe People's Revolutionary Army, ZIPRA), dias depois das duas facções terem sido colocadas em acampamentos contíguos para aguardar a integração no novo Exército Nacional do Zimbábue. O confronto armado, precipitado por um discurso do ministro do governo Enos Nkala ameaçando que o ZANLA acabaria por destruir o ZIPRA, terminou quando oficiais de ambas as forças de guerrilha pediram um cessar-fogo.
Os números oficiais do governo contaram 58 mortos (15 combatentes e 43 civis) e mais de 500 feridos, mas relatos de testemunhas oculares descrevem um número de mortos na casa das centenas.  O conflito foi seguido quatro meses depois pela mais ampla Revolta de Entumbane de 1981, também conhecida como Entumbane II, que quase se transformou em uma nova guerra civil. 